# Йордан Господинов (актьор)
Йордан Господинов, по-известен с прозвището си Дачко, е български актьор.
Роден е в Момчилград на 17 март 1964 г.
Играе в комедийното шоу „Аламинут“. Майстор на спорта по спортна стрелба. Участва в третия сезон на „Форт Бояр“. Участвал е в 7 филма, има също така изяви в театъра.

## Телевизионен театър
- „Големанов“ (по Ст. Л. Костов, сц. и реж. Иван Ничев, 1995)